# Umbro
Umbro là nhà sản xuất dụng cụ thể thao của Anh được thành lập năm 1924 tại Wilmslow, Cheshire và có trụ sở tại Manchester. Họ chuyên về quần áo thể thao bóng đá và bóng bầu dục có logo Double Diamond của họ. Các sản phẩm của Umbro được bán trên thị trường hơn 100 quốc gia.
Công việc kinh doanh được bắt đầu bởi hai anh em Harold và Wallace Humphreys. Cái tên này là một từ ghép của um, từ Humphreys, và bro từ các anh em.
Kể từ năm 2012, thương hiệu này là công ty con của công ty quản lý thương hiệu Mỹ Iconix Brand Group.

## Tài trợ

### Bóng đá
Umbro là nhà cung cấp và nhà tài trợ chính thức của nhiều đội bóng, cầu thủ và hiệp hội bóng đá của hiệp hội, bao gồm:

#### Liên đoàn và hiệp hội
- Liên đoàn bóng đá châu Phi

#### Các đội tuyển quốc gia

##### Châu Phi
- Bénin
- Botswana[3]
- Ethiopia[4]
- Eswatini
- Lesotho
- Namibia[5]
- Sierra Leone
- Uganda[6]
- Zimbabwe

##### Châu Á
- Iraq
- Jordan

##### Châu Âu
- Cộng hòa Ireland

##### Bắc Mỹ
- Aruba
- El Salvador
- Guatemala
- Jamaica

#### Câu lạc bộ

##### Châu Phi
- Al Ahly
- Hearts of Oak
- Kwara United
- AFC Leopards
- F.C. Kariobangi Sharks
- Lioli
- Cape Town City
- Moroka Swallows F.C.
- University of Pretoria
- Bloemfontein Celtic
- Black Leopards
- Supersport United
- Township Rollers
- Club Africain
- Espérance de Tunis
- Express
- Mufulira Wanderers
- Nkana
- Zanaco
- ZESCO United
- Black Rhinos

##### Châu Á
- Melbourne Knights
- Erbil SC
- Al-Mina'a
- Naft Maysan FC
- Gamba Osaka
- V-Varen Nagasaki
- Terengganu FC
- Terengganu FC II
- Lalitpur
- Warriors FC
- AS Ponta Leste
- Seongnam FC

##### Châu Âu
- Pirin Blagoevgrad
- AFC Bournemouth
- Brentford[7]
- Burnley
- Derby County
- Huddersfield Town
- Hull City
- Luton Town
- Shrewsbury Town
- West Ham United
- Weymouth
- Lahti
- Caen
- Chambly
- L'Entente SSG
- Guingamp
- Stade de Reims
- Bremer SV
- Dynamo Dresden
- Dynamo Dresden II
- Werder Bremen
- Werder Bremen II
- Schalke 04
- Schalke 04 II
- Bray Wanderers
- Treaty United
- Shamrock Rovers
- St Patrick's Athletic
- Waterford
- Shelbourne
- Drogheda United
- Dundalk
- Wexford
- Beitar Jerusalem
- Glentoran
- Linfield
- Aalesunds
- Bryne
- Haugesund
- Jerv
- Mjøndalen
- Ranheim
- Songdal
- Airdrieonians F.C.
- Heart of Midlothian
- Zemun
- Rayo Vallecano[8]
- Rayo Vallecano B
- Salamanca CF
- UD Logroñés
- Elfsborg
- Degerfors
- Gefle IF
- Örgryte
- Göztepe

##### Bắc Mỹ
- C.S. Herediano
- Club Deportivo Águila
- Alianza F.C.
- C.S.D. Municipal
- Club Deportivo Olimpia
- Leones Negros UdeG
- Club Puebla

##### Nam Mỹ
- Almirante Brown
- Argentinos Juniors
- Atlético Tucumán
- Rosario Central
- Athletico Paranaense
- Avaí
- Brusque
- Chapecoense
- Cuiabá
- Fluminense
- Grêmio
- PSTC
- Portuguesa Santista
- Santos
- Club de Deportes Rodelindo Román
- América de Cali
- Universidad Católica del Ecuador
- Aucas
- Deportivo Municipal
- Universidad de San Martín de Porres
- Montevideo Wanderers
- Nacional

### Liên đoàn rugby

#### Đội tuyển quốc gia
- Anh[9]
- Đội tuyển bóng bầu dục quốc gia Chile

#### Câu lạc bộ
- Selknam[10]
- Bristol Bears[11]
- Ospreys

### Vận động viên
- Matias Cordoba
- Leandro Lino
- Otavio Dutra
- Demerson
- Douglas Packer
- Stéphane Mbia
- Esteban Paredes
- Carlos Muñoz
- Héctor Urrego
- Antony Otero
- Mario González
- Luis Delgado
- Charles Monsalvo
- Jordy Monroy
- Juan Manuel Leyton
- Wilder Medina
- Sergio Herrera
- Camilo Pérez
- Hugo Alejandro Acosta
- Óscar Rodas
- Dairon Mosquera
- Fausto Obeso
- Jhon Chaverra
- John Breyner Caicedo
- Juan Guillermo Pedroza
- Dean Henderson
- Jacob Butterfield
- Jordan Rossiter
- Michail Antonio
- Doug Reed
- Olivier Blondel
- Mody Traoré
- Olivier Sorin
- Kevin Ramirez
- Shoaib Akhtar
- Sohail Khan
- Arthur Irawan
- Fadil Sausu
- Sandi Sute
- Hamka Hamzah
- Ismed Sofyan
- Titus Bonai
- Paulo Sitanggang
- Dirga Lasut
- Hamka Hamzah
- Richard Keogh
- Wes Hoolahan
- Yasuhito Endō
- Yoo Jae Hoon
- Paolo Guerrero
- Edison Flores
- Vladimir Vujović
- Mišo Brečko
- Ebrahim Seedat
- Judas Moseamedi
- Kamogelo Mogotlane
- Biel Company
- Jon Irazusta
- Ashlyn Harris
- Mikkel Diskerud
- Jeb Brovsky
- Cuthbert Malajila